# 新港山路站
新港山路站是青岛地铁1号线的地铁车站，位于中华人民共和国山东省青岛市黄岛区新港山路与珠江路交叉口西侧，于2021年12月30日开通。

## 车站结构
新港山路站位于新港山路与珠江路交叉口西侧，沿新港山路设置，呈东西走向，为地下两层岛式站台车站，车站长243.95米，标准段宽19.9米，车站地下一层为站厅层，地下二层为站台层，站台设置全高站台门。车站东侧设有一条单渡线。
| 地面              | 出入口 | A、B、C、D出入口                                                                                    |
| 地下一层          | 站厅   | 客服中心、自动售票机、验票机                                                                        |
| 地下二层          | 站台   | \| \| \| 1号线往王家港（安子） \| \| 島式 · 開左邊车门 \| \| \| \| \| \| 1号线往东郭庄（南北屯） \| |
|                   |        | 1号线往王家港（安子）                                                                               |
| 島式 · 開左邊车门 |        | |
|                   |        | 1号线往东郭庄（南北屯）                                                                             |

## 出入口
新港山路站共设4个出入口，各出口及周围设施如下所示：
| 编号                | 指示         | 建议前往的目的地           | 图片 |
| ------------------- | ------------ | -------------------------- | ---- |
| A · 出口            | 新港山路(北) | 中国船舶集团海洋装备研究院 |      |
| B · 出口            | 新港山路(北) |                            |      |
| C · 出口 · （设有） | 新港山路(南) | 复旦大学青岛研究院         |      |
| D · 出口            | 新港山路(南) |                            |      |
| 图例： 设有         |              |                            |      |

## 接驳交通

### 公交车
- 海尔山海湾北门：黄岛803路
- 蓝图二期：黄岛19路，黄岛27路，黄岛802路，黄岛803路，黄岛807路

## 车站历史
本站工程名为安子东站，公示站名为海汐湾站，正式站名为新港山路站，以车站所处的新港山路命名。
- 2018年4月26日，车站主体结构封顶[5]。
- 2021年12月30日，车站随1号线南段通车开通[1]。